# Cameraria (botanica)
Cameraria L. è un genere di piante appartenente alla famiglia delle Apocinacee.
Il genere venne descritto da Linneo nel suo Species Plantarum. Il nome tuttavia le venne assegnato dal botanico francese Charles Plumier, in onore del medico e naturalista tedesco Joachim Camerarius il Giovane,  scelta che venne fatta poi propria dal Linneo.

## Tassonomia
Il genere Cameraria comprende le seguenti specie:
- Cameraria angustifolia L.
- Cameraria latifolia L.
- Cameraria linearifolia Urb. & Ekman
- Cameraria microphylla Britton
- Cameraria obovalis Alain
- Cameraria orientensis Bisse
- Cameraria retusa Griseb.